# Édouard Sulpice
Pour les articles homonymes, voir Sulpice.
Édouard Sulpice est un acteur français, né en 1995 à Chambéry.

## Débuts
Né en 1996, à Chambéry.
Édouard Sulpice suit des études au Conservatoire national supérieur d'art dramatique, dont il sort diplômé en 2020.
Il apparaît dans le documentaire Erejī, qu'il réalise aux côtés de Lucas Pellarin.

## Carrière
En 2020, il obtient son premier rôle au cinéma, en interprétant le personnage d'Édouard dans le film À l'abordage réalisé par Guillaume Brac,,,. La même année, il interprète le rôle du jeune Rabut (interprété par Jean-Pierre Darroussin) à 20 ans, dans le film Des hommes, réalisé par Lucas Belvaux d'après le roman homonyme de Laurent Mauvignier. En 2021, il incarne le rôle de Patrick dans L'Évènement réalisé par Audrey Diwan. En 2022, il interprète le rôle d'Anthony dans la pièce de théâtre Leurs enfants après eux de Nicolas Mathieu.

## Filmographie

### Acteur

#### Longs métrages
- 2020 : À l'abordage de Guillaume Brac : Édouard
- 2020 : Des hommes de Lucas Belvaux : Rabut à 20 ans
- 2021 : L'Évènement d'Audrey Diwan : Patrick
- 2021 : Annie Colère de Blandine Lenoir : l'interne en slip
- 2022 : Youssef Salem a du succès de Baya Kasmi : Édouard , l'assistant de Lise
- 2022 : Les Goûts et les Couleurs de Michel Leclerc : le premier pubard
- 2023 : Mon crime de François Ozon : André Bonnard
- 2023 : Le Théorème de Marguerite d'Anna Novion : un élève
- 2024 : Ma vie, ma gueule de Sophie Fillières : Junior
- 2024 : Jouer avec le feu de Delphine et Muriel Coulin : Jérémy
- 2025 : Un monde merveilleux de Giulio Callegari : Samuel

#### Courts métrages
- 2021 : Eté maison hantée de Théo Hoch : Ludo
- 2021 : Sans issue de Roman Fauvel : Romuald
- 2022 : Le Mur des morts d'Eugène Green : Pierre
- 2022 : Cary & James de Victor Boyer : V
- 2022 : Rapide de Paul Rigoux : Jean
- 2022 : Pierre la tombe de Matthieu Moerlen : Matthias
- 2022 : Mirage de Jeanne Dressen : Alexis
- 2022 : Les Fleurs blanches et la lune de David Ingels : André
- 2023 : Le Songe de Joseph de François Hébert : le garçon
- 2023 : La Flamme olympique de Guil Sela :
- 2023 : Bonne soirée d'Antoine Giorgini : Tim
- 2023 : Les Reines du Mambo d'Hélène Rosselet-Ruiz et Marie Rosselet-Ruiz : Édouard
- 2024 : Mes Amis de Xavier Delagnes : Victor
- 2025 : Les Tracances de Victor Boyer : Ivan
- 2025 : Bel Companho de David Ingels : Jean

### Réalisateur
- 2021 : Ereji (documentaire) co-réalisé avec Lucas Pellarin

## Théâtre
- 2022 : Leurs enfants après eux de Nicolas Mathieu : Anthony